# Coenochilus regalis
Coenochilus regalis är en skalbaggsart som beskrevs av Thierry Bourgoin 1929. Coenochilus regalis ingår i släktet Coenochilus och familjen Cetoniidae. Inga underarter finns listade i Catalogue of Life.